# System stanowy
System stanowy – ustrój polityczny, w którym istnieją dokładnie zdefiniowane grupy społeczne, mające określone prawa i obowiązki. Zwykle w systemie tym ludzie są przypisywani do określonych stanów z urodzenia, a możliwości przechodzenia z jednego stanu do drugiego są ograniczone.
System stanowy jest charakterystyczny dla społeczeństw feudalnych. W Europie do najwyższego stanu zaliczała się arystokracja i szlachta, drugim stanem było duchowieństwo, a pospólstwo (chłopi, kupcy i rzemieślnicy) stanowiło tak zwany stan trzeci.
Szczególnym rodzajem systemu stanowego jest hinduski system kastowy.